# Glatte Glanzschnecke

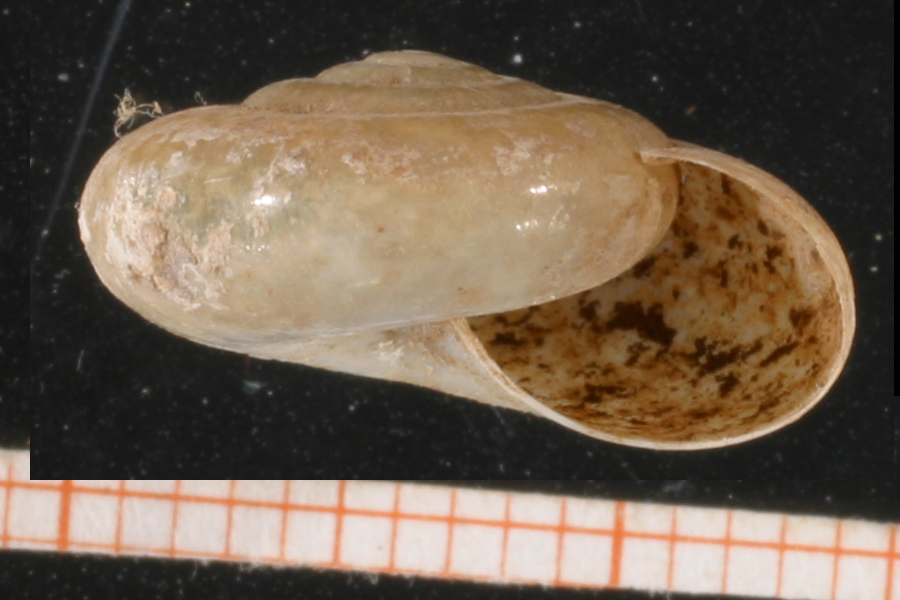
Blick auf die Mündung

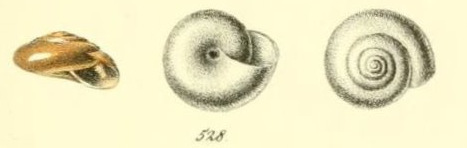
Originalabbildung von Rössmässler (1838: Taf. 39, Fig. 528)

Die Glatte Glanzschnecke (Morlina glabra, Syn.: Oxychilus glaber) ist eine in Mitteleuropa heimische Schnecken-Art der Glanzschnecken (Oxychilidae) in der Unterordnung der Landlungenschnecken (Stylommatophora).

## Merkmale
Das rechtsgewundene Gehäuse ist stark abgeflacht-kegelig, der Apex ist gewölbt. Es ist 12 bis 18 mm breit und 5,5 bis 9 mm hoch. Es besitzt 5 bis 5½ langsam und gleichmäßig zunehmende, auf der Oberseite nur schwach gewölbte Windungen. An der Peripherie sind die Windungen gut gewölbt und auf der Endwindung auch leicht geschultert. Die abgeflacht-elliptische Mündung ist nicht erweitert. Der Mündungsrand ist dünn und verläuft gerade. Der symmetrische Nabel ist tief und eng; er nimmt etwa 1/12 des Durchmessers ein.
Die Schale ist dünn und durchscheinend, und auf der Oberseite rötlichbraun oder bräunlichgelb gefärbt, auf der Unterseite weiß gefleckt. Die Oberseite ist stark glänzend und weist feine, geglättete radiale Runzeln auf.
Der Weichkörper des Tieres ist dunkelblaugrau gefärbt. Die oberen Tentakeln sind sehr lang. Ein Mantellappen überdeckt den Nabel. Im zwittrigen Geschlechtsapparat ist der Samenleiter (Vas deferens) sehr kurz. Er dringt apikal in den Epiphallus ein, der zunächst leicht anschwillt und zum Penis hin wieder dünner wird. Der Epiphallus dringt seitlich in den Penis ein, der einen langen Blindsack (Caecum oder auch Flagellum) aufweist. Der oberste Teil des Penis ist eingeschnürt, der längere untere Teil dick angeschwollen. Der Penisretraktormuskel setzt apikal am Blindsack an. Im unteren Teil ist der Penis von einer Gewebehülle umschlossen. Epiphallus und Penis sind in etwa gleich lang. Das Innere des Penis weist eine große Pilasterstruktur auf, der in einen zweispitzigen Stimulator übergeht. Im weiblichen Trakt ist der freie Eileiter sehr kurz, die Vagina sehr lang. Die Vagina ist im oberen Teil von der perivaginalen Drüse umschlossen. Das Atrium in das Vagina und Penis sich öffnen, ist sehr kurz. Der Stiel der Spermathek ist mäßig lang, die Blase ist länglich.

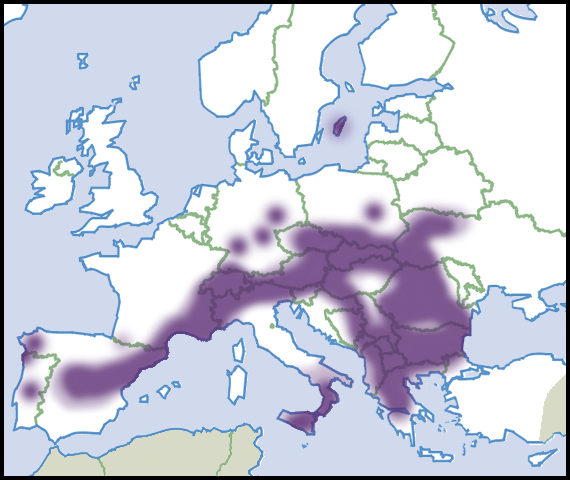
Verbreitung der Art in Europa (nach Welter-Schultes)

## Geographische Verbreitung und Lebensraum
Das Verbreitungsgebiet reicht von Zentralspanien über Katalonien, Südfrankreich und den Alpen bis zu den Karpaten, den Balkan bis nach Griechenland und die Westtürkei (europäischer Teil). Isolierte Vorkommen gibt es in Nordwestspanien und Portugal, auf Gotland (Schweden) und Süditalien (Basilikata, Kalabrien, Sizilien). In Deutschland gibt es Vorkommen am Oberrhein, in den Berchtesgadener Alpen, im Fränkischen Jura, im Thüringer Wald und im südlichen Sachsen (Erzgebirge).
Die Glatte Glanzschnecke bevorzugt feuchte Habitate in der Laubstreu von Wäldern, unter bemoosten Felsen und Geröll an Talhängen, auch unter Totholz in höheren Lagen der Mittelgebirge und Gebirge. In der Schweiz (Wallis) steigt die Art bis auf 1.850 m über Meereshöhe an, in Bulgarien bis 1.900 m.

## Lebensweise
Die Glatte Glanzschnecke ernährt sich von frischen und welken Pflanzenteilen, aber auch von lebenden und toten Tieren. Sie jagt aktiv kleine(re) Gehäuseschnecken der Gattungen Succinea, Cepaea und Arianta, von den zwei letzteren Gattungen nur Jungtiere. Sie nähert sich dem potentiellen Opfer von hinter oder der Seite. Das Opfer zieht sich in der Regel in das Gehäuse zurück und sondert Schleim ab. Das hindert die Glatte Glanzschnecke nicht daran, dem Weichkörper in das Gehäuse hinein zu folgen und das Opfer bei lebendigem Leib aufzufressen. Die Oberseite des Gehäuses wird durch Lecken sauber gehalten. Die kugelige Eier sind mit 2 mm im Durchmesser recht groß und besitzen eine Kalkschale.

## Taxonomie
Das Taxon wurde 1835 von Emil Adolf Roßmäßler als Helix glabra erstmals kurz beschrieben. Etwas später beschrieb er die Art ausführlicher und bildete sie ab. Das Taxon ist allgemein anerkannt, jedoch ist die Gattungszugehörigkeit umstritten. Während in den älteren Arbeiten von Bogon (1990) und Fechter & Falkner (1990) sowie in Welter-Schultes (2012) die konservative Stellung der Art in der Gattung Oxychilus vertreten werden, befürworten Kerney et al. (1983) und Riedel (1969) eine Untergliederung der Gattung Oxychilus in Untergattungen; die Art wird als Oxychilus (Morlina) glaber in die Untergattung Morlina Wagner gestellt. In den meisten neueren Arbeiten wird Morlina als eigenständige Gattung behandelt. Derzeit werden sechs Unterarten unterschieden:
- Morlina glabra ercica (Benoit, 1859), Süditalien
- Morlina glabra glabra (Rossmässler, 1835), Alpen, Deutschland, Ost- und Südfrankreich, im Osten bis Steiermark
- Morlina glabra harlei (Fagot, 1884), Katalonien, spanische und französische Ostpyrenäen
- Morlina glabra nitidissima (Mousson, 1859), Albanien, Makedonien, Griechenland
- Morlina glabra striaria (Westerlund, 1881), ab Steiermark, Südpolen, Balkan bis Bulgarien und Makedonien

## Gefährdung
Die Art ist in Deutschland vom Aussterben bedroht. In Österreich gilt die Art als gefährdet, ebenso in Sachsen. Auf das Gesamtverbreitungsgebiet betrachtet, ist die Art nicht gefährdet. In den Karpaten ist sie eine der häufigsten Arten.